# Matsubayashi-ryū
Matsubayashi-ryū (lit. "escola del bosc de pins"), també coneguda com a Shorin-Ryū Matusbayashi, és el nom d'una de les tres divisions que van sorgir dins de l'estil shorin ryu de karate, originari de les illes d'Okinawa va ser fundat pel sensei Shoshin Nagamine, que va ser deixeble d'Ankichi Arakaki, Kodatsu Iha, Chotoku Kyan i Chokier Motobu.

## Etimologia
El nom Matsubayashi-ryū prové dels kanjis 松 (Matsu, «pi») i 林 (Hayashi, «bosc»). Al seu torn, aquests caràcters s'admeten les lectures sinojaponesas Shō i rin, respectivament, donant lloc al terme "Shorin-ryū", com també es designa a l'estil.
La paraula "ryū" (流) que s'agrega al final significa estil, acadèmia o escola.